# Leo Brouwer
Juan Leovigildo Brouwer Mezquida (L'Avana, 1º marzo 1939) è un compositore, chitarrista e direttore d'orchestra cubano.
È il nipote della compositrice cubana Ernestina Lecuona y Casado, e il pronipote del compositore Ernesto Lecuona.

## Biografia
Da bambino, ricevette il suo stimolo iniziale da suo padre, un medico, che era un appassionato di Heitor Villa-Lobos, Francisco Tárrega e Enrique Granados. Egli iniziò il figlio incoraggiandolo a suonare opere di questi compositori, per lo più ad orecchio. 
Il giovane Brouwer ricevette la sua prima istruzione musicale dal noto chitarrista e pedagogo cubano Isaac Nicola, a sua volta discepolo di Emilio Pujol. In seguito si recò negli Stati Uniti per studiare musica all'Università di Hartford e più tardi alla Juilliard School, dove studiò composizione con Stefan Wolpe e Vincent Persichetti. 
Nel 1970 Brouwer suonò alla prima di El Cimarrón di Hans Werner Henze a Berlino. Insieme a Morton Feldman, nel 1972 ricevette una borsa di studio dal DAAD (Servizio tedesco di scambio accademico), diventando compositore e docente all'Accademia delle Scienze e delle Arti di Berlino. In Germania Brouwer registrò anche un certo numero di dischi per la Deutsche Grammophon.
La carriera chitarristica di Brouwer finì nei primi anni Ottanta a causa di un infortunio al tendine del dito medio della sua mano destra.
Le sue prime opere mostrano l'influenza della musica folklorica cubana, ma durante gli anni sessanta e settanta, Brouwer si interessò alla musica di compositori d'avanguardia come Luigi Nono e Iannis Xenakis, utilizzando l'indeterminazione in opere come Sonograma I. 

Altre opere di questo periodo comprendono i pezzi per chitarra Canticum (1968), La espiral eterna (1971), Parabola (1973) e Tarantos (1974). Più recentemente, le opere di Brouwer hanno abbracciato stilemi più tradizionali, fino al minimalismo. L'opera per chitarra sola El Decameron Negro (1981), la Sonata (1990, per Julian Bream) e Paisaje cubano con campanas (1996) sono un esempio di questa tendenza.
Nel 1987 Brouwer è stato selezionato, insieme a Isaac Stern e Alan Danielou, membro onorario dell'UNESCO come riconoscimento per la sua carriera musicale.
Brouwer ha diretto orchestre in tutto il mondo, tra cui la Berliner Philharmoniker, la Scottish National Symphony Orchestra, la BBC Concert Orchestra e l'Orchestra Sinfonica Nazionale del Messico. Ha suonato sia come compositore che chitarrista in molti grandi eventi musicali internazionali e la Cancion de GESTA (poema epico) è stata eseguita da orchestre di tutto il mondo.
Brouwer ha numerosi incarichi ufficiali a Cuba, inclusa la direzione della facoltà di musica all'Istituto del Cinema di Cuba. Le sue opere sono costituite in gran parte da brani per chitarra sola, da svariati concerti per chitarra e da più di quaranta partiture cinematografiche.
Leo Brouwer è tutt'oggi considerato uno dei maggiori chitarristi classici del nostro tempo.

## Curiosità
- Il sesto pezzo dei suoi Etudes Simples (Estudios Sencillos) è stato citato dal chitarrista heavy metal Randy Rhoads (mentre lavorava con Ozzy Osbourne) nell'introduzione alla canzone "Diary of a Madman".
- L'Estudio n. 5 di Leo Brouwer, tratto dalla prima serie degli Estudios Sencillos, è stato inciso dallo stesso Leo Brouwer in un album doppio del 2004 dal titolo "Homo Ludens" (prodotto da Colibrì) in cui figurano rinomati musicisti cubani tra cui il compositore e percussionista François Zayas ed il pianista Marcos Madrigal. Questa versione è arricchita dalla voce di Silvio Rodríguez che ne ha scritto anche il testo:
Un ángel fue a buscar su canción
y le preguntó a los ojos 
en que se bañó la tarde
y un arco iris soñado le dijo
tenme y yo seré tu canción.
El ángel voló siete tonos de luz
y una estela cantarina
fue trazando en el viento

## Pubblicazioni
Nel 2004 è stato pubblicato dalla Editorial Letras Cubanas (La Habana, Cuba) il volume Gajes del oficio, una raccolta di scritti (saggi e conferenze) di Leo Brouwer che abbraccia un arco di tempo di circa quarant'anni (1964 -2003). La selezione è stata curata dalla musicologa Isabelle Hernández, alla quale il volume è dedicato.
Lo stesso volume è stato pubblicato nel 2006 dalla casa editrice Travel Factory nella versione italiana curata da Adriana Tessier. "Gajes del oficio" (incerti del mestiere) rappresenta un punto di riferimento e un ulteriore e importante strumento per una conoscenza più approfondita del pensiero di Leo Brouwer.

## Opere per chitarra sola
- Due arie popolari cubane (Dos aires populares cubanos)
- Danza Caracteristica
- Danza del altiplano (n. 1 dai Tre pezzi latinoamericani)
- Pieza sin titulo 1,2,3
- El Decameron Negro
- Elogio de la Danza (1964)
- Estudios Sencillos
- Hika (in memoriam Tōru Takemitsu)
- Un dia de noviembre
- Preludios Epigramaticos I-VI
- La Espiral Eterna
- Parabola
- Tarantos
- Musica Incidental Campesina
- Variations on a theme of Django Reinhardt
- Paisaje Cubano Con Tristeza
- Paisaje Cubano Con Rumba
- Paisaje Cubano Con Campanas (1986) rielaborato per fisarmonica sola da Marco Lo Russo (2012)
- Paisaje Cubano Con Fiesta dedicato ad Adriana Tessier (2008)
- Canticum
- Viaje A La Semilla
- An Idea (Passacaglia For Eli)
- Cantilena de los bosques dedicata a Roberto Fabbri
- Sonata dedicata a Julian Bream

## Concerti per chitarra e orchestra
- Concierto para Guitarra No. 1
- Concierto de Lieja No.2 (1981)
- Concierto Elegiaco No. 3 (1986)
- Concierto de Toronto No. 4 (1987)
- Concierto de Helsinki No. 5 (1991-1992)
- Concierto de Volos No. 6 (1997)
- Concierto No.7 "La Habana" (1998)
- Concierto No.8 "Concierto Cantata de Perugia" (1999)
- Concierto No.9 "Concierto Italico" (4 guitars)

## Incisioni
- De Bach a Los Beatles (EGREM) (ES)   Archiviato il 17 agosto 2005 in Internet Archive.
- La obra guitarrística de Leo Brouwer. Vol. I. Brouwer por Brouwer.  (EGREM) (ES)   Archiviato il 1º ottobre 2005 in Internet Archive.
- La obra guitarrística de Leo Brouwer. Vol. II. Brouwer intérprete. (EGREM) (ES)
- La obra guitarrística de Leo Brouwer. Vol. III. Re-creaciones. (EGREM) (ES)   Archiviato il 23 marzo 2006 in Internet Archive.
- La obra guitarrística de Leo Brouwer. Vol. IV. Conciertos para guitarra y orquesta. (EGREM) (ES)   Archiviato il 1º ottobre 2005 in Internet Archive.
- La obra guitarrística de Leo Brouwer. Vol. V. Brouwer por los maestros Rey Guerra y Joaquín Clerch. (EGREM) (ES)   Archiviato il 1º ottobre 2005 in Internet Archive.
- La obra guitarrística de Leo Brouwer. Vol. VI. Presencia en el Festival Internacional de guitarra... (EGREM) (ES)   Archiviato il 1º ottobre 2005 in Internet Archive.
- La obra guitarrística de Leo Brouwer. Vol. VII. Ensambles con guitarras. (EGREM) (ES)   Archiviato il 1º ottobre 2005 in Internet Archive.
- La obra guitarrística de Leo Brouwer. Vol. VIII. Actuaciones memorables. (EGREM) (ES)   Archiviato il 1º ottobre 2005 in Internet Archive.
- Rara (Deutsche Grammophon) ; (EN) Rara, su iclassics.com. URL consultato il 27 febbraio 2021 (archiviato dall'url originale il 7 agosto 2007).
- Leo Brouwer Collection Vol.1-6 (Frame) (EN)